# Mboss
Mboss est une commune du Sénégal située dans le département de Guinguinéo, région de Kaolack.

## Géographie
Mboss est située à 26 km au nord-est du chef-lieu de département Guinguinéo, sur la route D611.

## Histoire
Érigée en commune en 2011, elle fait partie du département de Guinguinéo et de la région de Kaolack. Le village a été fondé par Samba Diallo vers la fin du XIXe siècle d'où son appellation usuelle de "Mboss Samba Diallo".

## Quartiers
La ville est constituée de 9 quartiers : Wendou Bowde, Mboss Khayane, Mboss Ndiambour, Mboss Escale, Mboss Wadiour, Mboss Mouride, Mboss Tidiane, Ngalanka, Mboss Ndiomene.

## Personnalité
L'ancien premier ministre du Sénégal Mamadou Lamine Loum est originaire de la localité.